# Berceuse héroïque
La Berceuse héroïque è una composizione di Claude Debussy scritta nel 1914 In homage to His Majesty King Albert I of Belgium and his soldiers.

## Storia
Nel mese di luglio del 1914 Debussy, rientrato a Parigi da Londra dove aveva diretto un suo concerto, fu convinto dalla moglie Emma, preoccupata per le minacce belliche, a lasciare la capitale per spostarsi ad Angers. Dopo che a settembre i tedeschi furono fermati alla Marna, ai primi di ottobre Debussy rientrò con la famiglia a Parigi. Malato da tempo e comunque non avendo un carattere "eroico" tale da combattere al fronte, il musicista volle  dare un contributo con la sua opera per la situazione tragica che era in atto. A questo proposito scrisse all'editore Durand: «se osassi, e soprattutto se non temessi una certa ridicola "pretenziosità" che attira questo tipo di composizione, scriverei volentieri una marcia eroica...».
Su richiesta dello scrittore Hall Caine, per conto del Daily Telegraph, Debussy si convinse a comporre una breve Marcia dal titolo Berceuse héroïque; il brano doveva far parte di un volume intitolato King Albert's Book realizzato in sostegno e in onore del re del Belgio, Alberto I. I compositori incaricati per scrivere gli altri brani furono Saint-Saëns, Messager,  Paderewski, Mascagni e Elgar. Nel 1914 il Belgio era stato il primo stato oggetto di invasione da parte tedesca e Debussy compose la sua musica "patriottica" inserendo nella composizione una citazione de La Brabançonne, l'inno nazionale belga. Il musicista terminò la composizione per pianoforte il nove ottobre e il mese successivo realizzò la partitura per orchestra; le due versioni furono pubblicate da Durand l'anno seguente a Parigi. La prima esecuzione della versione per pianoforte avvenne a Londra alla Bechstein Hall l'undici maggio 1915, quella orchestrale a Parigi eseguita dall'Orchestre Colonne il 26 ottobre.

## Analisi
Debussy scrisse la Berceuse héroïque senza molta convinzione e con poco entusiasmo; la difficoltà che aveva nel comporre negli ultimi anni era ancora più evidente per questo pezzo che trovava difficile da scrivere e ancor più, come egli stesso disse, «in quanto La Brabançonne non instilla il minimo eroismo nei cuori di chi non vi sia cresciuto». Tuttavia non fu l'unico brano scritto dal musicista in tempo bellico; nel mese di giugno del 1915 scrisse e pubblicò un brano per pianoforte, Page d'album, dall'intento patriottico, destinato a un concerto per il Vêtement du blessé, comitato di beneficenza di cui la moglie faceva parte. Con Noël des enfants qui n'ont plus de maison, scritto a dicembre, riuscì a realizzare un brano contro la guerra più sentito e motivato.
La Berceuse sembra presentare già dal titolo due aspetti apparentemente contrastanti, ma in realtà motivati dall'intento di vicinanza e sostegno a chi combatteva: quello della berceuse, un voler dare conforto con l'idea del riposo "cullato" unito a quello dell'incitamento all'eroismo e alla resistenza. Nella versione per orchestra il pezzo inizia in pp con una sonorità grave, sommessa e dolorosa; l'intervento della tromba, prima squillante poi più attenuato, porta a una parte centrale in crescendo. La citazione letterale della Brabançonne viene proposta con una modulazione dal Mi bemolle minore al Do maggiore. Il brano prosegue con un tempo di marcia per tornare quindi a toni più pacati e consolatori. Nonostante il pezzo sia stato scritto su commissione e un po' controvoglia, la mano di Debussy, soprattutto nelle parti più contenute e lievi, è presente con tutta la sua sonorità particolare e riconoscibile.

## Organico della versione orchestrale
Due flauti, tre oboi, tre clarinetti, tre fagotti, quattro corni, due trombe, tre tromboni, basso tuba, timpani, due arpe, archi.